# 乐仁厚

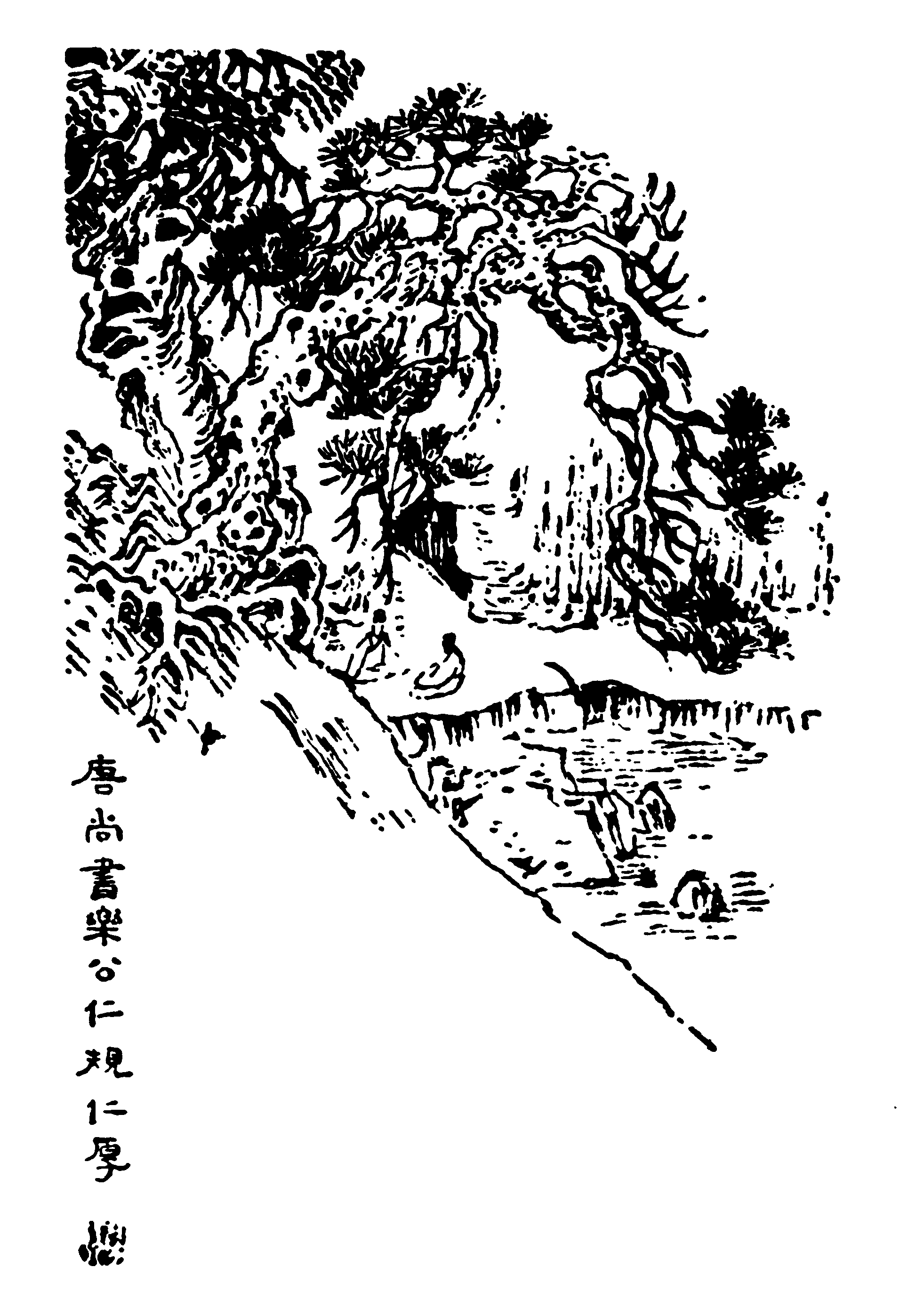
唐尚書樂公仁規仁厚（清代畫家虞琴所繪，出自《四明人鑑》）

乐仁厚（？—？），唐朝大臣，籍甬东镇海（今浙江宁波）。乐良才、乐显扬的先祖，后者为北京同仁堂始祖。

## 简介
镇海大碶湖塘人。乐仁厚为唐昭宗时时刑部尚书兼御史大夫。曾任镇东节度使握有重兵。
有兄乐仁规，900年（唐昭宗光化三年），擢兵部尚书。兄弟同仕，为帝左右，为一时佳话。

## 文献记载
《全唐文》卷九十一，昭宗（二）， 赐镇东军押衙乐仁厚敕：镇东军节度使左押衙充明州都押衙银青光禄大夫检校刑部尚书兼御史大夫上柱国持节辩州军事乐仁厚，居总大藩之万里，出扬阜俗之双旌。况辩州昭五岭之冲，南浦控三峡之要，俾尔勋忠，列於奏荐。隼飞万里，熊耀双幡，右副尔知，同安疆域。故敕。
参见：全唐文 章节 （页面存档备份，存于）

## 遗迹
- 今宁波乐尚书宅
- 今北仑乐氏宗祠

## 延伸閱讀
[在维基数据编辑]
 《四明人鑑·唐尚書樂公仁規仁厚》，出自《四明人鑑》